# Lista de rios da Polônia
Esta é uma lista de rios da Polônia, total ou parcialmente localizados neste país.

## Sistemas

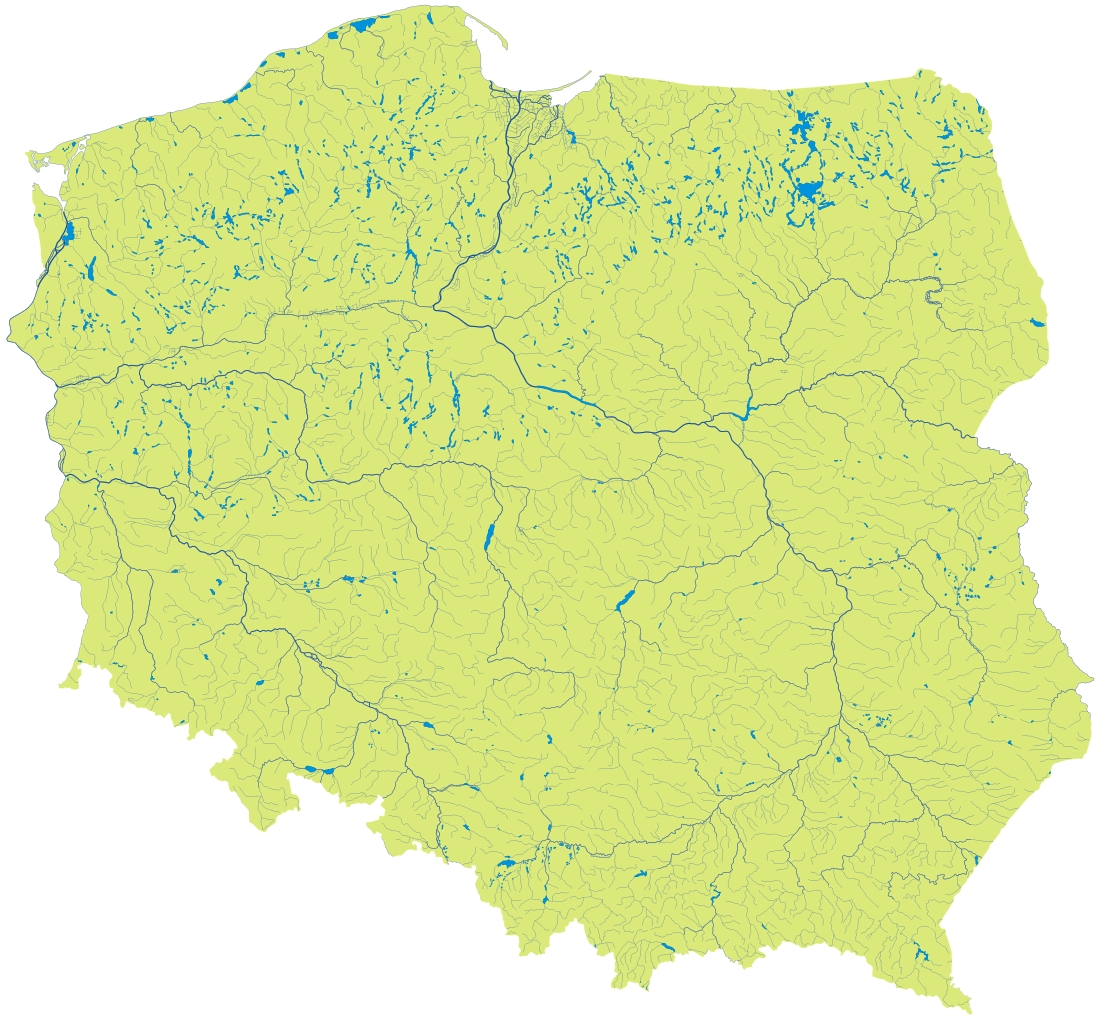
Hidrografia da Polônia

## Rios por extensão
| Nome do rio       | Foz                         | Extensão total (em km) | Extensão dentro da Polonia (em km) | Área total da bacia (em km²) | Área da bacia dentro da Polônia (em km²) |
| ----------------- | --------------------------- | ---------------------- | ---------------------------------- | ---------------------------- | ---------------------------------------- |
| Vístula           | Mar Báltico                 | 1 047                  | 1 047                              | 194 424                      | 168 699                                  |
| Odra              | Mar Báltico                 | 854                    | 742                                | 118 861                      | 106 056                                  |
| Warta             | Odra                        | 808                    | 808                                | 54 529                       | 54 529                                   |
| Bug Ocidental     | Narew                       | 772                    | 587                                | 39 420                       | 19 284                                   |
| Narew             | Vístula                     | 484                    | 448                                | 75 175                       | 53 873                                   |
| San               | Vístula                     | 443                    | 443                                | 16 861                       | 14 390                                   |
| Noteć             | Warta                       | 388                    | 388                                | 17 330                       | 17 330                                   |
| Pilica            | Vístula                     | 319                    | 319                                | 9 273                        | 9 273                                    |
| Wieprz            | Vístula                     | 303                    | 303                                | 10 415                       | 10 415                                   |
| Bóbr              | Odra                        | 272                    | 270                                | 5 876                        | 5 830                                    |
| Łyna              | Pregolya                    | 264                    | 190                                | 7 126                        | 5 719                                    |
| Nysa Łużycka      | Odra                        | 252                    | 198                                | 4 297                        | 2 197                                    |
| Wkra              | Narew                       | 249                    | 249                                | 5 322                        | 5 322                                    |
| Dunajec           | Vístula                     | 274                    | 247                                | 6 804                        | 4 852                                    |
| Brda              | Vístula                     | 238                    | 238                                | 4 627                        | 4 627                                    |
| Prosna            | Warta                       | 217                    | 217                                | 4 925                        | 4 925                                    |
| Drwęca            | Vístula                     | 207                    | 207                                | 5 344                        | 5 344                                    |
| Wisłok            | San                         | 205                    | 205                                | 3 528                        | 3 528                                    |
| Wda (Czarna Woda) | Vístula                     | 198                    | 198                                | 2 325                        | 2 325                                    |
| Drawa             | Noteć                       | 186                    | 186                                | 3 296                        | 3 296                                    |
| Nysa Kłodzka      | Rio Odra                    | 182                    | 182                                | 4 566                        | 3 744                                    |
| Poprad            | Dunajec                     | 170                    | 63                                 | 2 077                        | 483                                      |
| Pasłęka           | Baía do Vístula Mar Báltico | 169                    | 169                                | 2 294                        | 2 294                                    |
| Rega              | Mar Báltico                 | 168                    | 168                                | 2 725                        | 2 725                                    |
| Bzura             | Vístula                     | 166                    | 166                                | 7 788                        | 7 788                                    |
| Wisłoka           | Vístula                     | 164                    | 164                                | 4 110                        | 4 110                                    |
| Obra              | Warta                       | 164                    | 164                                | 2 758                        | 2 758                                    |
| Biebrza           | Narew                       | 155                    | 155                                | 7 057                        | 7 051                                    |
| Nida              | Vístula                     | 151                    | 151                                | 3 865                        | 3 865                                    |